# Lokossa
Lokossa es una comuna beninesa, chef-lieu del departamento de Mono.
En 2013 tenía 104 961 habitantes, de los cuales 47 246 vivían en el arrondissement de Lokossa.
Se ubica en el noroeste del departamento. Su territorio es fronterizo con Togo, marcando la frontera el río Mono.

## Subdivisiones
Comprende los siguientes arrondissements:
- Agamé
- Houin
- Houèdèmè-Adja
- Koudo
- Lokossa